# Labarus ignota
Labarus ignota là một loài ruồi trong họ Asilidae. Labarus ignota được Londt miêu tả năm 2005. Loài này phân bố ở vùng nhiệt đới châu Phi.